# Surya Bahadur Thapa

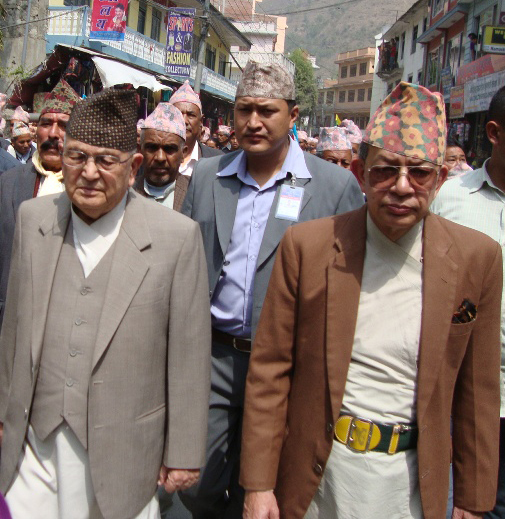
El ex primer ministro Surya Bahadur Thapa (a la izquierda) con Pashupati Shumsher JBR, político del Partido Nacional Democrático.

Surya Bahadur Thapa (en nepalí: सूर्य बहादुर थापा; Dhankuta, 21 de marzo de 1928-Nueva Delhi, India; 15 de abril de 2015) fue un político nepalí y primer ministro de Nepal durante cinco períodos. Sirvió bajo tres reyes diferentes en una carrera política que duró más de 50 años.
Fue elegido al parlamento en 1959 y estuvo nombrado a la silla del Consejo de Ministros desde 1963 a 1964. Sirvió en cuatro periodos más: 1965–1969, 1979–1983, 1997–1998 y otra vez en 2003 antes de dejar el Partido Nacional Democrático en noviembre de 2004.
Surya Thapa fue el primer ministro bajo el sistema Panchayat de Nepal. En sus últimos años, sería el dirigente del Partido Nacional Democrático.
Murió el 15 de abril de 2015 de un paro respiratorio mientras se le practicaba una cirugía.

## Biografía
Surya Bahadur Thapa nació el 21 de marzo de 1928, en el pueblo de Muga del distrito Dhankuta (Nepal).
Empezó su carrera política en un "movimiento estudiantil subterráneo" en 1950. En noviembre de 1958, fue elegido a la asamblea nacional como un independiente y se convirtió en el presidente del Consejo consultivo.
En 1959, Thapa estuvo elegido a la Casa Superior. Fue nombrado Ministro de Agricultura, Bosques e Industria bajo el nuevo sistema Panchayat. Posteriormente, sirvió como miembro de la Legislatura Nacional y Ministro de Finanzas y Asuntos Económicos.

### Primer periodo
A pesar de ni siquiera estar postulado para la elección en 1963, Thapa estuvo nominado al Panchyat Nacional por el Rey Mahendra y estuvo nombrado Presidente del Consejo de Ministros y Ministro de Finanza, Ley, Justicia y Administración General.
Durante este periodo fue propulsor de abolir el sistema "Tierra-Birta" y crear estrategias de conjunto para promover reforma de tierra y consolidar derechos de tenencia de los inquilinos. Thapa Era responsable para "Muluki-Ain", a través del cual intentó erradicar la práctica de castas intocables y promover el sufragio de las mujeres, entre otras causas sociales.

### Segundo periodo
En 1966, Thapa era nombrado nuevamente primer ministro bajo la Constitución modificada de Nepal. Fue responsable de expandir la cobertura de la constitución de 1962 y promulgar su segunda enmienda para hacerla "orientada a las personas".
En 1967, Thapa presentó su dimisión, argumentando que la larga permanencia en el poder de un primer ministro no era democrático para el desarrollo del país.

### Tercer plazo
En octubre de 1972, Thapa fue arrestado y encarcelado en la Prisión de Nakhhu cuando demandó reformas políticas en su discurso público de Itum-Bahal. El mismo promovía una resolución de 13 puntos, que incluía cambios democráticos en la Constitución y restauraba derechos a las personas con elecciones democráticas. Hizo una huelga de hambre de 21 días en marzo de 1974, reclamando reformas políticas de fondo en el país.
Luego de las demostraciones a favor de la democracia en 1979, los votantes nepalíes escogieron apoyar el sistema Panchayat en un referéndum en 1980 y el rey Birendra nombró a Thapa primer ministro el 1 de junio de 1980.
El referéndum estuvo acompañado por una amnistía general para prisioneros políticos.
Thapa mantuvo la posición a través de una elección parlamentaria en 1981.
Después de servir un par de años más, dimitió en 1983 cuando su gobierno perdió un voto de no confianza.
Entre 1983–1990, Thapa a menudo habló sobre política, criticando a aquellos quienes estaban en contra de las reformas democráticas e instando el fortalecimiento del desarrollo político y económico en el país.
Las declaraciones de Thapa fueron citadas en muchos diarios nacionales de importancia. Hubo un intento de asesinar a uno de los editores (Padam Thakurathi) quién publicó los puntos de vista de Thapa.
Un intento de asesinato fue dirigido a Thapa mientras viajaba por Jhallari, al oeste de Nepal.

### Cuarto periodo
En 1990, el movimiento de las Personas encabezó la institución de un sistema de democracia constitucional de gobierno con partidos políticos múltiples. Thapa fundó el Partido Nacional Democrático y fue elegido presidente del partido cuatro años más tarde.
El partido no ganó las elecciones de 1991 ni 1994, pero después de que dos gobiernos sucesivos padecieron mociones de no-confianza en un año, el rey Birendra preguntó a Thapa para formar un nuevo gobierno de coalición el 7 de octubre de 1997.
El siguiente febrero, el gobierno de Thapa sobrevivió un voto de no-confianza, acabando con el largo año de crisis constitucional. Thapa entonces concedió el título de primer ministro a su socio de coalición, Girija Prasad Koirala del Congreso nepalí.

### Quinto y último periodo
En 2002, Thapa presidió la Tercera Convención Nacional de RPP en Pokhara, la cual adoquinó la manera para liderazgo nuevo dentro del RPP Partido.
En junio de 2003, fue nombrado primer ministro de Nepal por sexta vez.
Durante este periodo como primer ministro, también mantuvo la posición de ministro de Defensa. Bajo Thapa, el Gobierno ofreció por primera vez trabajo y reservas especiales a las mujeres en el Gobierno, vía la Comisión de Servicio Pública. Las cuotas especiales eran también proporcionadas a los poco privilegiados dalits y yanayati para obtener educación superior.
Bajo la permanencia de Thapa, el gobierno ofreció a los Maoístas un paquete de 75 puntos de rerormas socioeconómicas y políticas durante las conversaciones de paz. Aun así, estas fallaron. Para contrarrestar los sangrientos y persistentes ataques a la policía, ejército, y civiles, Thapa creó el comando unificado. Bajo esta modalidad, la policía, el ejército y la seguridad armada funcionaban como un equipo cohesionado para combatir terrorismo en el país. Thapa garantizó armas, equipamiento militar y aeronaves para el ejército de Nepal como ayuda militar de países donantes (India, Estados Unidos y Gran Bretaña).
Cuando el país se encontraba bajo guerra civil, permaneció firme en que ninguna comisión tendría que ser hecha en armas, a diferencia de sus predecesores. Todas las armas procuradas durante este periodo eran bajo ayuda de subvención.
En noviembre de 2003, Thapa como el presidente del SAARC, instó al primer ministro indio Atal Bihari Vajpayee y al primer ministro pakistaní Zafarullah Khan Jamali para participar en la cumbre SAARC en Islamabad. Su activa participación y persuasión como el presidente del SAARC trajo estos países nucleares a la mesa para debatir en la cumbre. Thapa también se convirtió en el primer ministro nepalí en hacer una visita oficial al Reino de Bután. Varios acuerdos bilaterales fueron iniciados por los países del SAARC durante esta visita histórica.

### Dimisión
El 7 de mayo de 2004, Thapa dimitió después de una protesta de calle escenificada por la alianza de cinco partidos. En su discurso de dimisión, insistió en que seguiría jugando un rol activo para forjar un consenso nacional. Thapa dirigió un gobierno vigilante por 25 días mientras los partidos fallaban en lograr un consenso para nombrara un nuevo primer ministro. Oficialmente dio un paso al costado el 2 de junio.
En agosto de 2004, Thapa hizo su primera declaración pública después de su dimisión, preguntando la jefatura del partido para pedir una Convención General Especial. Sin embargo, la Convención General Especial nunca fue llamada.
Thapa propuso entonces la Conferencia Política Nacional más Ancha entre todos partidos políticos democráticos a fin de crear una fuerza democrática alternativa en el país contra el nuevo gobierno Maoist.
El Partido Nacional Democrático emergió de una ruptura en el Rastriya Prajatantra Partido, cuando Thapa dejó el RPP el 4 de noviembre de 2004. El 19 de noviembre de 2004, Thapa y sus seguidores abrieron una oficina de contacto en Balutwar, Katmandú, para organizar una "conferencia política ancha" y coordinar la construcción de un partido nuevo. El RJP fue fundado el 13 de marzo de 2005. La conferencia política fue aplazada debido al imposición de un estado de emergencia por el rey Gyanendra el 1 de febrero de 2005.
El RJP expresó sus diferencias con el rey Gyanendra después del golpe en citas políticas en las administraciones locales el 1 de febrero de 2005. El RJP acusó al rey de eliminar las fuerzas que trabajan para la monarquía constitucional, a través de sus acciones políticas. Al mismo tiempo, el RJP trató de perfilarse como un partido de centro, entre las posiciones que defendían la monarquía directa y la república. Durante el Loktantra Andolan, el RJP sugirió que el rey Gyanendra iniciaría charlas con fuerzas constitucionales.
Cuando el rey estuvo desnudado de sus poderes políticos por el parlamento interino, el RJP no objetó y en noviembre de 2006, el Prajatantrik Partido de Nepal dirigido por Keshar Bahadur Bista fusionado a RJP.
Al frente de la elección de la Asamblea Constituyente, el RJP propuso tener un sistema electoral mixto, con 75 representantes de distrito y 230 miembros elegidos por representación proporcional. El partido también propuso crear una "Asamblea Étnica" como la casa superior del parlamento.

## Últimos años y muerte

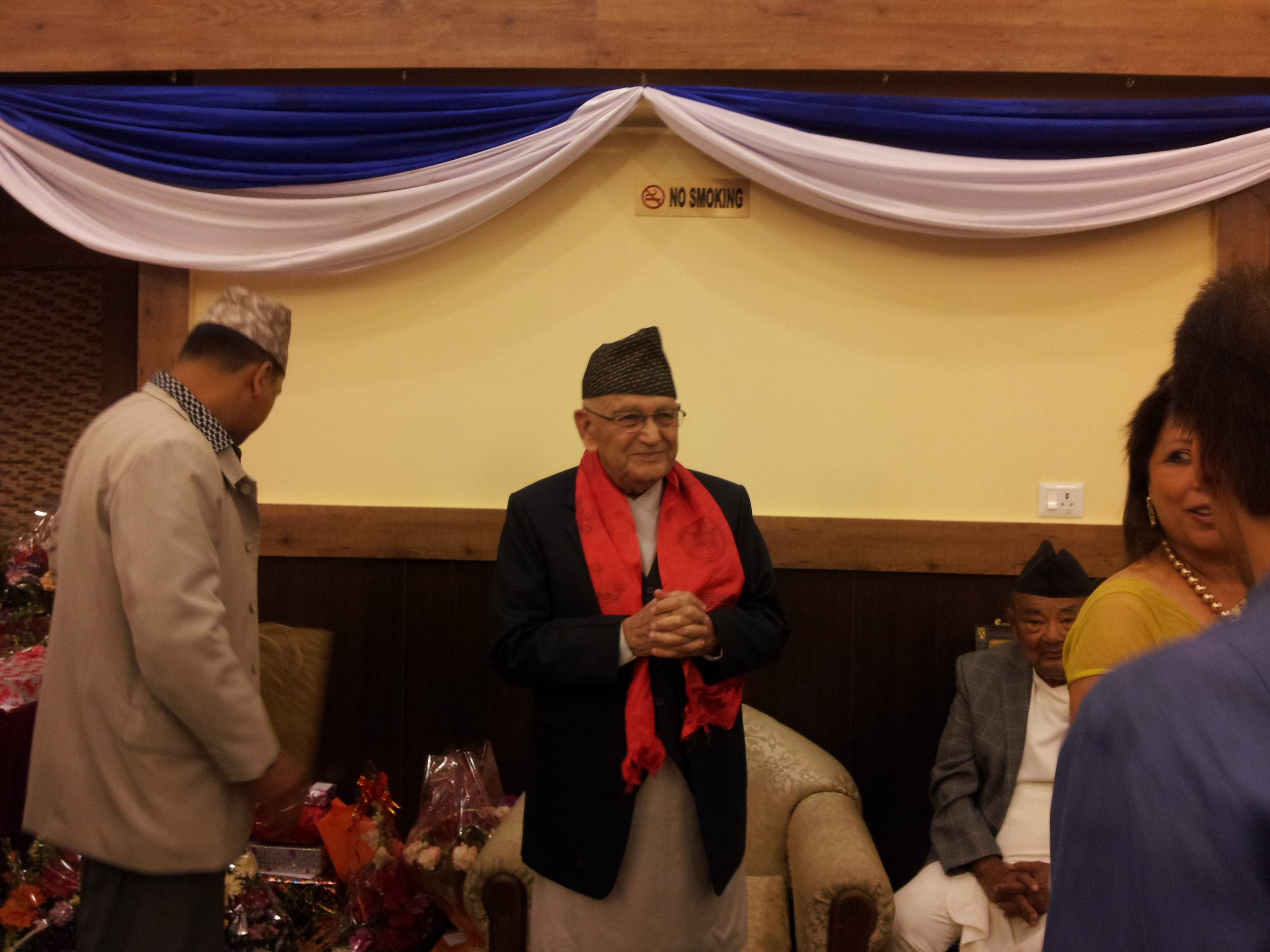
Thapa en su 86.º cumpleaños

El 6 de febrero de 2008, Thapa inició charlas de unidad con el dirigente de RPP, Pashupati Shamsher Jang Bahadur Rana. En una rueda de prensa conjunta, ambos acordaron unificar RJP-RPP como un solo partido.
El 6 de marzo de 2015 declaró que su partido no era monarquista, pero que aceptaría el veredicto de los votantes. El vocero principal del RJP había boicoteado una votación anteriormente en el parlamento interino en el proceso de convertir a Nepal en una república. Thapa había bautizado el voto como "un ataque a las normas fundamentales de la democracia".
Thapa murió el 15 de abril de 2015, a los 87 años en Nueva Delhi (capital de India), de una insuficiencia respiratoria mientras se encontraba en cirugía.
Le sobreviven tres hijas y un hijo, Sunil Bahadur Thapa, quien es ministro de Comercio y Suministro de Nepal.

## Premios

### Nacionales
- Nepal Shreepada, Primera Clase
- Orden de Tri Shakti Patta (Tres Poderes Divinos), Miembro Primera Clase (Jyotirmaya-Subikhyat-Tri-Shakti-Patta), 1963
- Orden de Gorkha Dakshina Bahu (Gurkha Mano Correcta), Miembro Primera Clase (Suprasidha-Prabala-Gorkha-Dakshina-Bahu), 1965
- Vishesh Sewa Padak
- Daibi-Prakob Piditoddar Padak, 1968
- Subha-Rajya-Vishek Padak, 1975
- Orden de Om Carnero Patta 1980
- Birendra Aishwarya Sewa Padak, 2002

### Internacional
- Orden de Mérito de la República Federal Alemana
- Orden nacional de Mérito (Francia)